# 阿伯頓
阿伯頓（Alperton）是倫敦的一個地區，位於倫敦西北部的布倫特倫敦自治市，查令十字西北7.6英里（12）。這一地區有三個倫敦地鐵的車站，分數是阿伯頓站、漢格巷站和石橋公園站。